# Igreja de Santa Teresa (São Vicente)

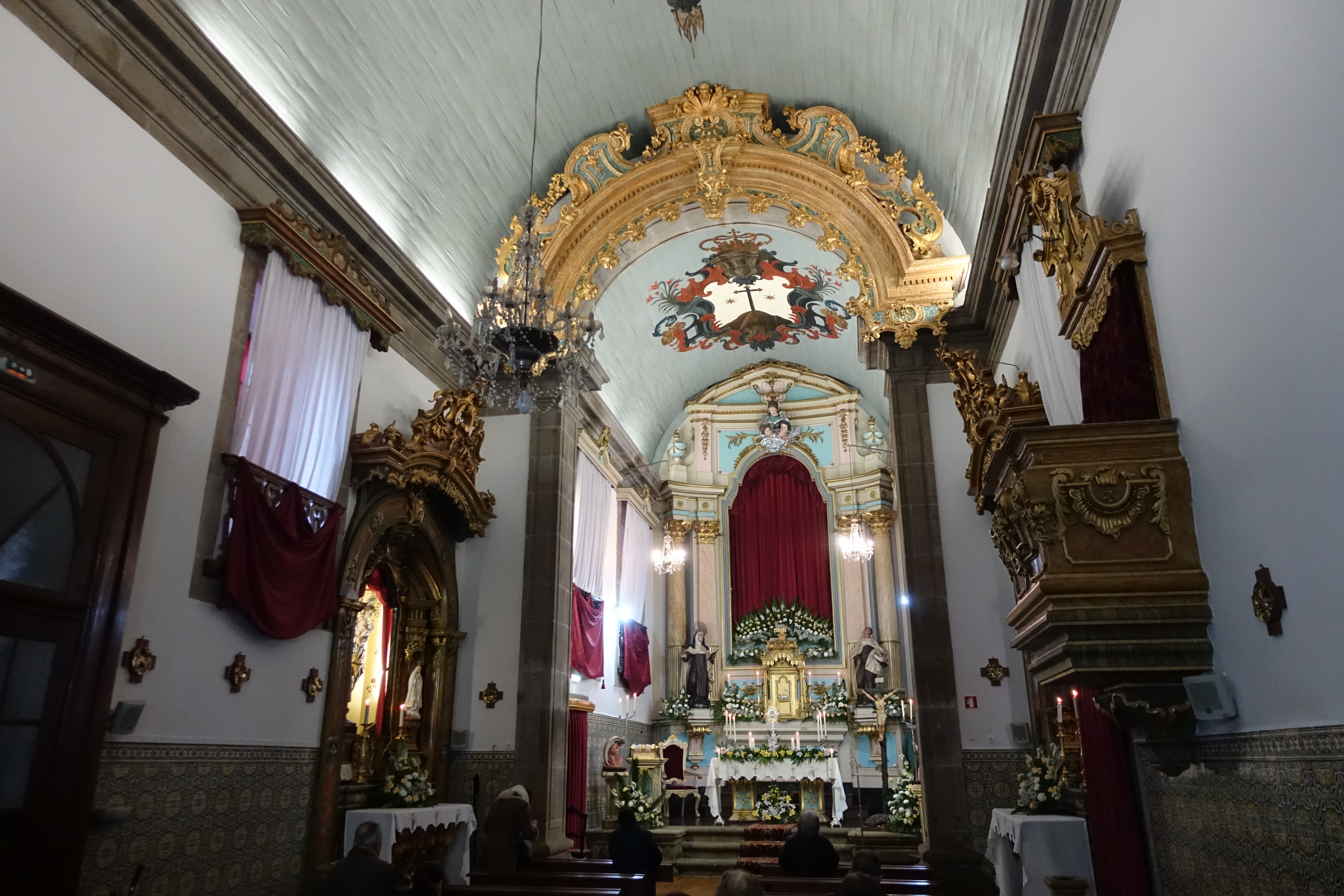
Interior

A Igreja de Santa Teresa popularmente conhecida como Igreja das Teresinhas, fica situada na freguesia de São Vicente, em Braga, Portugal.
A igreja, dedicada a Santa Teresa de Ávila, está anexa ao Asilo de São José.
A igreja fazia parte do Convento de Santa Teresa que pertencia à Ordem dos Carmelitas Descalços. Foi extinto em 26 de Fevereiro de 1902, por morte da última religiosa. Em 1902 o Asilo tomou posse do edifício e anexos, que confrontavam do Nascente com o Seminário de Santo António e São Luís Gonzaga (atual Campus Camões da UCP) e a Norte com a cerca do Colégio do Espírito Santo (atual Escola Secundária Sá de Miranda). 